# Ackerbürgerscheunen (Frohburg)
Die Liste der Kulturdenkmale in Frohburg weist die Ackerbürgerscheunen explizit als Kulturdenkmal Frohburgs aus. Sie befinden sich in der Altenburger Straße und wurden am Ende des 19. Jahrhunderts erbaut.
Die Denkmalliste gibt hierfür folgende Beschreibung: „Ackerbürgerscheunen, sozialhistorisch und stadtgeschichtlich bedeutsam. Bruchstein verputzt. Teilweise gemauerte Bögen. Zum Teil heute (2009) umgebaut, die an einem Ende stehende Scheune (Gem. Frohburg, Flstk. 176/1) abgebrochen, die benachbarte Scheune (Gem. Frohburg, Flstk. 179/1) – völlig verbaut und daher kein Denkmal mehr, Erfasst unter der Anschrift: Altenburger Straße 4, 6, 8, 10, 12, 14“.